# Rio Kabenna
O rio Kabenna é um curso de água da região central da Etiópia e é um afluente do rio Awash ao qual chega pela margem esquerda. 
Tem a sua nascente a sudoeste da cidade de Ankobar. O GWB Huntingford especula que este curso de água pode ser o mesmo rio que é mencionado na Futuh al-habaša ("A Conquista da Etiópia"), a narrativa do Imã Ibrihim Ahmad ibn al-Ghazi (em árabe: أحمد بن إبراهيم الغازي) (c. 1507 – 21 de fevereiro de 1543) sobre a conquista da Etiópia, como é o caso do rio Kuba. 